# ASB Premiership 2012-13
L'ASB Premiership 2012-13 és la novena temporada del Campionat de Futbol de Nova Zelanda des de la seva creació el 2004, i la tercera amb el nom canviat pel patrocinatge del banc ASB Bank. La temporada començà el 3 de novembre de 2012 i acabarà el 17 de març de 2013.
El Waitakere United i l'Auckland City representaran a Nova Zelanda en la Lliga de Campions de l'OFC 2012-13 després de quedar Champions i Premiers, respectivament, en la temporada 2011-12.

## Precedents

### Nombre d'equips
El desembre de 2011 la Federació de Futbol de Nova Zelanda va lliurar un butlletí en què anuncià que el Campionat de Futbol de Nova Zelanda estava obert a una possible expansió. El campionat ha tingut tan sols vuit equips des de la temporada inicial.
Les expressions d'interès d'equips semiprofessionals neozelandesos estaven obertes fins al 31 de gener de 2012 i van ser considerades fins al 14 de febrer. Les expressions d'interès que foren aprovades per la Federació de Futbol de Nova Zelanda després haurin de ser expressades en aplicacions formals. El 30 d'abril fou la data en què s'anunciarien oficialment els equips nous del Campionat de Futbol de Nova Zelanda, però al final cap equip fou anunciat i conseqüentment el Campionat de Futbol de Nova Zelanda seguirà sent jugat pels mateixos vuit clubs.

### Copa Caritat ASB
La Copa Caritat ASB de 2012, o 2012 ASB Charity Cup, fou la segona edició d'aquesta copa pretemporal. Tingué lloc entre els dos clubs Champions i Premiers —el Waitakere United i l'Auckland City, respectivament— el 28 d'octubre al Fred Taylor Park. El Waitakere United guanyà contra l'Auckland City en un partit en què remontaren per acabar en un 2–1.
| Waitakere United             | 2 – 1                | Auckland City |
| ---------------------------- | -------------------- | ------------- |
| Slefendorfas 47' · Manko 89' | Vista prèvia Crònica | 7' Vicelich   |

## Clubs
Un total de vuit equips estan participant en l'ASB Premiership de la temporada 2012-13.

### Ciutats i estadis
| Equip               | Ciutat           | Estadi                | Capacitat | Posició 2011-12 |
| ------------------- | ---------------- | --------------------- | --------- | --------------- |
| Auckland City       | Auckland         | Kiwitea Street        | 4.000     | 1r              |
| Canterbury United   | Christchurch     | English Park          | 8.000     | 2n              |
| Hawke's Bay United  | Napier           | Bluewater Stadium     | 5.000     | 5è              |
| Otago United        | Dunedin          | Forsyth Barr Stadium  | 30.748    | 6è              |
| Team Wellington     | Wellington       | David Farrington Park | 2.000     | 4t              |
| Waikato FC          | Hamilton         | Porritt Stadium       | 2.000     | 7è              |
| Waitakere United    | Auckland         | Fred Taylor Park      | 2.500     | 3r              |
| YoungHeart Manawatu | Palmerston North | Memorial Park         | 8.000     | 8è              |

### Entrenadors i capitans
| Equip               | Entrenador        | Capità          |
| ------------------- | ----------------- | --------------- |
| Auckland City       | Ramon Tribulietx  | Ivan Vicelich   |
| Canterbury United   | Keith Braithwaite | Dan Terris      |
| Hawke's Bay United  | Chris Greatholder | Bill Robertson  |
| Otago United        | Richard Murray    | Aaron Burgess   |
| Team Wellington     | Matt Calcott      | Karl Whalen     |
| Waikato FC          | Mark Cossey       | Adam Thomas     |
| Waitakere United    | Paul Marshall     | Jake Butler     |
| YoungHeart Manawatu | Stu Jacobs        | Nathan Cooksley |

## Àrbitres
Un total de vuit àrbitres van dirigir tots els partits de la temporada.
| - Mirko Benischke - Matt Conger - Mark Hester - Campbell Kirk-Waugh | - Peter O'Leary - John Rowbury - Issac Trevis - Nick Waldron |

## Classificació
La classificació de la temporada regular decidirà el Premier. Automàticament, l'equip que sigui Premier es classificarà per a la Lliga de Campions de l'OFC 2013-14. Després de la temporada regular es jugaran els playoffs per a decidir el Champion o campió del campionat.
| Equip               | J  | G  | E | P  | GF | GC | DG  | Pts | Premier i classificació   |
| ------------------- | -- | -- | - | -- | -- | -- | --- | --- | ------------------------- |
| Waitakere United    | 12 | 11 | 1 | 0  | 43 | 9  | +34 | 34  | Lliga de Campions 2013-14 |
| Auckland City       | 12 | 8  | 3 | 1  | 33 | 16 | +17 | 27  |                           |
| Hawke's Bay United  | 12 | 7  | 3 | 2  | 27 | 14 | +13 | 24  |                           |
| Canterbury United   | 12 | 7  | 1 | 4  | 27 | 16 | +11 | 22  |                           |
| Team Wellington     | 12 | 5  | 0 | 7  | 21 | 19 | +2  | 15  |                           |
| Otago United        | 12 | 2  | 0 | 10 | 13 | 35 | −22 | 6   |                           |
| Waikato FC          | 12 | 2  | 0 | 10 | 14 | 40 | −26 | 6   |                           |
| YoungHeart Manawatu | 12 | 2  | 0 | 10 | 13 | 42 | −29 | 6   |                           |

## Temporada regular

### Ronda 1
| Auckland City                                        | 5 – 2                | Canterbury United                |
| ---------------------------------------------------- | -------------------- | -------------------------------- |
| Dickinson 20', 29' · Bale 39' · Riera 77' · Tade 81' | Vista prèvia Crònica | 40' Collett · 69' (pen.) Clapham |

| Otago United | 0 – 3                | YoungHeart Manawatu   |
| ------------ | -------------------- | --------------------- |
|              | Vista prèvia Crònica | 8', 28', 55' Mosquera |

| Waikato FC | 0 – 2                | Hawke's Bay United |
| ---------- | -------------------- | ------------------ |
|            | Vista prèvia Crònica | 71', 80' Lovemore  |

| Waitakere United                              | 3 – 0                | Team Wellington |
| --------------------------------------------- | -------------------- | --------------- |
| Krishna 1' · Mulligan 65' (pen.) · Pearce 78' | Vista prèvia Crònica |                 |

### Ronda 2
| Team Wellington | 0 – 1                | Canterbury United |
| --------------- | -------------------- | ----------------- |
|                 | Vista prèvia Crònica | 13' Collett       |

| Waitakere United    | 1 – 0                | Waikato FC |
| ------------------- | -------------------- | ---------- |
| Mulligan 66' (pen.) | Vista prèvia Crònica |            |

| Hawke's Bay United                            | 4 – 2                | YoungHeart Manawatu       |
| --------------------------------------------- | -------------------- | ------------------------- |
| Hoyle 6' · Peverley 31' · Lovemore 45+2', 46' | Vista prèvia Crònica | 75' Mosquera · 76' Cumber |

| Otago United  | 1 – 3                | Auckland City                       |
| ------------- | -------------------- | ----------------------------------- |
| Coldicott 62' | Vista prèvia Crònica | 85', 90+2' Corrales · 89' Feneridis |

### Ronda 3
| Waikato FC    | 1 – 4                | Team Wellington                                 |
| ------------- | -------------------- | ----------------------------------------------- |
| Franchini 33' | Vista prèvia Crònica | 38', 64' Watson · 61' Chettleburgh · 81' Viborg |

| YoungHeart Manawatu | 0 – 5                | Waitakere United                                                          |
| ------------------- | -------------------- | ------------------------------------------------------------------------- |
|                     | Vista prèvia Crònica | 13' De Vries · 30' Mulligan · 40' Krishna · 46' Pearce · 89' Slefendorfas |

| Canterbury United      | 2 – 1                | Otago United |
| ---------------------- | -------------------- | ------------ |
| White 24' · Bayrev 26' | Vista prèvia Crònica | 45' Stevens  |

| Auckland City | 1 – 1                | Hawke's Bay United |
| ------------- | -------------------- | ------------------ |
| Feneridis 53' | Vista prèvia Crònica | 32' Lovemore       |

 Kiwitea Street, Auckland

### Ronda 4
| Waikato FC | 0 – 5                | Canterbury United                                       |
| ---------- | -------------------- | ------------------------------------------------------- |
|            | Vista prèvia Crònica | 18' Kamo · 55' Clapham · 74' White · 77', 81' Wellbourn |

| Waitakere United | 1 – 1                | Auckland City |
| ---------------- | -------------------- | ------------- |
| Butler 22'       | Vista prèvia Crònica | 41' Corrales  |

| Hawke's Bay United            | 2 – 0                | Otago United |
| ----------------------------- | -------------------- | ------------ |
| Bauerfiend 47' · Lovemore 77' | Vista prèvia Crònica |              |

| Team Wellington                         | 3 – 1                | YoungHeart Manawatu |
| --------------------------------------- | -------------------- | ------------------- |
| Bertsch 39' · Fa'arodo 56' · Gulley 65' | Vista prèvia Crònica | 34' Mosquera        |

### Ronda 5
| YoungHeart Manawatu | 2 – 3                | Waikato FC                             |
| ------------------- | -------------------- | -------------------------------------- |
| Mosquera 68', 90+2' | Vista prèvia Crònica | 18' Turner · 69' Margetts · 81' Thomas |

| Waitakere United                                       | 4 – 1                | Otago United |
| ------------------------------------------------------ | -------------------- | ------------ |
| Mulligan 13' · Butler 55' · Krishna 86' · De Vries 88' | Vista prèvia Crònica | 7' Stevens   |

| Canterbury United                        | 4 – 0                | Hawke's Bay United |
| ---------------------------------------- | -------------------- | ------------------ |
| Clapham 33', 62' · Kamo 38' · Terris 73' | Vista prèvia Crònica |                    |

### Ronda 6
| Team Wellington | 0 – 1                | Otago United |
| --------------- | -------------------- | ------------ |
|                 | Vista prèvia Crònica | 84' Stevens  |

| Waitakere United                           | 3 – 1                | Hawke's Bay United |
| ------------------------------------------ | -------------------- | ------------------ |
| Shelley 11' · Mulligan 14' · Nikolic 90+2' | Vista prèvia Crònica | 22' Hoyle          |

| YoungHeart Manawatu | 0 – 2                | Canterbury United    |
| ------------------- | -------------------- | -------------------- |
|                     | Vista prèvia Crònica | 74' White · 85' Kamo |

### Ronda 7
| Otago United | 1 – 6                | Waikato FC                                                               |
| ------------ | -------------------- | ------------------------------------------------------------------------ |
| Prattley 60' | Vista prèvia Crònica | 20' Hobson-McVeigh · 24' Franchini · 48', 72', 90+2' Turner · 79' Fowler |

| Auckland City                                          | 4 – 0                | YoungHeart Manawatu |
| ------------------------------------------------------ | -------------------- | ------------------- |
| Bale 16' · Tade 19' · Expósito 41' (pen.) · Browne 70' | Vista prèvia Crònica |                     |

| Hawke's Bay United                            | 3 – 0                | Team Wellington |
| --------------------------------------------- | -------------------- | --------------- |
| Lucas 13' · Peverley 14' (pen.) · Tinnion 66' | Vista prèvia Crònica |                 |

| Canterbury United | 1 – 3                | Waitakere United                        |
| ----------------- | -------------------- | --------------------------------------- |
| Terris 8'         | Vista prèvia Crònica | 15' Butler · 53' Krishna · 88' De Vries |

### Partit ajornat de la ronda 6
| Waikato FC   | 1 – 4                | Auckland City                         |
| ------------ | -------------------- | ------------------------------------- |
| Margetts 31' | Vista prèvia Crònica | 3', 61' Koprivcic · 49', 59' Expósito |

### Ronda 8
| Team Wellington | 1 – 3                | Waitakere United               |
| --------------- | -------------------- | ------------------------------ |
| Cheriton 5'     | Vista prèvia Crònica | 16' Shelley · 57', 74' Krishna |

| Hawke's Bay United                          | 4 – 0                | Waikato FC |
| ------------------------------------------- | -------------------- | ---------- |
| Smith 45', 48' · Tinnion 77' · Lovemore 80' | Vista prèvia Crònica |            |

| YoungHeart Manawatu | 1 – 4                | Otago United                          |
| ------------------- | -------------------- | ------------------------------------- |
| Soromon 87'         | Vista prèvia Crònica | 11', 74' Burgess · 62', 67' Coldicott |

| Canterbury United | 1 – 3                | Auckland City                            |
| ----------------- | -------------------- | ---------------------------------------- |
| Barton 14'        | Vista prèvia Crònica | 26' Feneridis · 52' Koprivcic · 79' Tade |

### Ronda 9
| Auckland City                            | 3 – 1                | Otago United  |
| ---------------------------------------- | -------------------- | ------------- |
| Milne 17' · Expósito 24' · Dickinson 66' | Vista prèvia Crònica | 37' Coldicott |

| YoungHeart Manawatu | 1 – 5                | Hawke's Bay United                                      |
| ------------------- | -------------------- | ------------------------------------------------------- |
| Soromon 74'         | Vista prèvia Crònica | 3' Lucas · 15' Peverley · 19', 45' Lovemore · 21' Smith |

| Waikato FC | 1 – 9                | Waitakere United                                                                        |
| ---------- | -------------------- | --------------------------------------------------------------------------------------- |
| Singh 60'  | Vista prèvia Crònica | 10', 27', 83' Pearce · 17' Shelley · 18' Coombes · 21', 85', 90' Krishna · 23' De Vries |

| Canterbury United | 0 – 2                | Team Wellington            |
| ----------------- | -------------------- | -------------------------- |
|                   | Vista prèvia Crònica | 45' Patrick · 68' Corrales |

### Ronda 10
| Team Wellington | 1 – 0                | Waikato FC |
| --------------- | -------------------- | ---------- |
| Rowe 89'        | Vista prèvia Crònica |            |

| Waitakere United                  | 4 – 0                | YoungHeart Manawatu |
| --------------------------------- | -------------------- | ------------------- |
| Myers 27', 31' · Krishna 74', 94' | Vista prèvia Crònica |                     |

| Hawke's Bay United | 1 – 1                | Auckland City |
| ------------------ | -------------------- | ------------- |
| Smith 70'          | Vista prèvia Crònica | 57' García    |

| Otago United  | 1 – 4                | Canterbury United                              |
| ------------- | -------------------- | ---------------------------------------------- |
| Coldicott 85' | Vista prèvia Crònica | 28', 75' Yamamoto · 33' Wellbourn · 68' Barton |

### Ronda 11
| Auckland City                | 2 – 3                | Waitakere United                        |
| ---------------------------- | -------------------- | --------------------------------------- |
| Feneridis 11' · Expósito 48' | Vista prèvia Crònica | 43' Del Monte · 59' Krishna · 74' Myers |

| Otago United | 1 – 3                | Hawke's Bay United                     |
| ------------ | -------------------- | -------------------------------------- |
| Da Costa 57' | Vista prèvia Crònica | 2' Smith · 8' Hindmarch · 63' Lovemore |

| YoungHeart Manawatu | 0 – 6                | Team Wellington                                              |
| ------------------- | -------------------- | ------------------------------------------------------------ |
|                     | Vista prèvia Crònica | 2', 7' Patrick · 39' D. Rowe · 41' L. Rowe · 80', 83' Watson |

| Canterbury United                                 | 4 – 0                | Waikato FC |
| ------------------------------------------------- | -------------------- | ---------- |
| Clapham 41', 49' (pen.) · Kamo 63' · Yamamoto 83' | Vista prèvia Crònica |            |

### Partit ajornat de la ronda 5
| Auckland City                            | 3 – 2                | Team Wellington                |
| ---------------------------------------- | -------------------- | ------------------------------ |
| Bale 39' · Expósito 73' · Vicelich 90+4' | Vista prèvia Crònica | 9' Fa'arodo · 57' Chettleburgh |

### Ronda 12
| Otago United  | 1 – 4                | Waitakere United                       |
| ------------- | -------------------- | -------------------------------------- |
| Coldicott 49' | Vista prèvia Crònica | 31', 37', 90+3' De Vries · 89' Nikolic |

| Hawke's Bay United | 1 – 1                | Canterbury United |
| ------------------ | -------------------- | ----------------- |
| Tinnion 43'        | Vista prèvia Crònica | 45+2' Clapham     |

| Waikato FC            | 2 – 3                | YoungHeart Manawatu           |
| --------------------- | -------------------- | ----------------------------- |
| Turner 8' · Singh 54' | Vista prèvia Crònica | 4', 18' Soromon · 84' Redwood |

| Team Wellington           | 2 – 3                | Auckland City                            |
| ------------------------- | -------------------- | ---------------------------------------- |
| Cheriton 32' · Watson 81' | Vista prèvia Crònica | 52' Dickinson · 66' Arms · 90' Koprivcic |

### Ronda 13
| Auckland City | v | Waikato FC |
| ------------- | - | ---------- |
|               |   |            |

 Kiwitea Street, Auckland
| Hawke's Bay United | v | Waitakere United |
| ------------------ | - | ---------------- |
|                    |   |                  |

 Bluewater Stadium, Napier
| Otago United | v | Team Wellington |
| ------------ | - | --------------- |
|              |   |                 |

 Rugby Park, Invercargill
| Canterbury United | v | YoungHeart Manawatu |
| ----------------- | - | ------------------- |
|                   |   |                     |

 ASB Football Park, Christchurch

### Ronda 14
| Team Wellington | v | Hawke's Bay United |
| --------------- | - | ------------------ |
|                 |   |                    |

 David Farrington Park, Wellington
| Waikato FC | v | Otago United |
| ---------- | - | ------------ |
|            |   |              |

 Porritt Stadium, Hamilton
| Waitakere United | v | Canterbury United |
| ---------------- | - | ----------------- |
|                  |   |                   |

 Fred Taylor Park, Auckland
| YoungHeart Manawatu | v | Auckland City |
| ------------------- | - | ------------- |
|                     |   |               |

 Memorial Park, Palmerston North

## Playoffs
Els playoffs es jugaran entre els quatre primers equips de la temporada regular per a decidir el Champion, el qual es classificarà per a la Lliga de Campions de l'OFC 2013-14.
|  | Semifinals       | Semifinals                     |  |  | Final                                    | Final |  |
|  |                  |                                |  |  |                                          |       |  |
|  | 3 i 10 de març   |                                |  |  |                                          |       |  |
|  | Waitakere United |                                |  |  |                                          |       |  |
|  | Quart            |                                |  |  |                                          |       |  |
|  |                  |                                |  |  |                                          |       |  |
|  |                  |                                |  |  | 17 de març                               |       |  |
|  |                  |                                |  |  | Guanyador entre Waitakere United i quart |       |  |
|  |                  | Guanyador entre segon i tercer |  |  |                                          |       |  |
|  |                  |                                |  |  |                                          |       |  |
|  |                  |                                |  |  |                                          |       |  |
|  |                  |                                |  |  |                                          |       |  |
|  | 3 i 10 de març   |                                |  |  |                                          |       |  |
|  | Segon            |                                |  |  |                                          |       |  |
|  | Tercer           |                                |  |  |                                          |       |  |

### Semifinals
Les semifinals dels playoffs es jugaran el 3 i 10 de març de 2013.
Partit d'anada
| Quart | v | Waitakere United |
| ----- | - | ---------------- |
|       |   |                  |

 Estadi del quart
| Tercer | v | Segon |
| ------ | - | ----- |
|        |   |       |

 Estadi del tercer
Partit de tornada
| Waitakere United | v | Quart |
| ---------------- | - | ----- |
|                  |   |       |

 Fred Taylor Park, Auckland
| Segon | v | Tercer |
| ----- | - | ------ |
|       |   |        |

 Estadi del segon

### Final
La final per a decidir el Champion de la lliga serà jugada el 17 de març de 2013.
| Guanyador entre Waitakere United i quart | v | Guanyador entre segon i tercer |
| ---------------------------------------- | - | ------------------------------ |
|                                          |   |                                |

 Per decidir-se

## Estadístiques de la temporada

### Quadre de resultats
| Casa \ Fora1        | AC  | CU  | HBU | OU  | TW  | WFC | WU  | YHM |
| Auckland City       |     | 5–2 | 1–1 | 3–1 |     |     | 2–3 | 4–0 |
| Canterbury United   | 1–3 |     | 4–0 | 2–1 | 0–2 | 4–0 | 1–3 |     |
| Hawke's Bay United  | 1–1 | 1–1 |     | 2–0 | 3–0 | 4–0 |     | 4–2 |
| Otago United        | 1–3 | 1–4 | 1–3 |     |     | 1–6 | 1–4 | 0–3 |
| Team Wellington     | 2–3 | 0–1 |     | 0–1 |     | 1–0 | 1–3 | 3–1 |
| Waikato FC          | 1–4 | 0–5 | 0–2 |     | 1–4 |     | 1–9 | 2–3 |
| Waitakere United    | 1–1 |     | 3–1 | 4–1 | 3–0 | 1–0 |     | 4–0 |
| YoungHeart Manawatu |     | 0–2 | 1–5 | 1–4 | 0–6 | 2–3 | 0–5 |     |

### Màxims golejadors
El jugador que marqui més gols fins al final de la ronda 14 serà entregat amb el trofeu Bota d'Or o Golden Boot oficialment en anglès.
| Gols | Jugador    | Jugador             | Equip                           | Gols per ronda | Gols per ronda | Gols per ronda | Gols per ronda | Gols per ronda | Gols per ronda | Gols per ronda | Gols per ronda | Gols per ronda | Gols per ronda | Gols per ronda | Gols per ronda | Gols per ronda | Gols per ronda |
| Gols | Jugador    | Jugador             | Equip                           | 1              | 2              | 3              | 4              | 5              | 6              | 7              | 8              | 9              | 10             | 11             | 12             | 13             | 14             |
| ---- | ---------- | ------------------- | ------------------------------- | -------------- | -------------- | -------------- | -------------- | -------------- | -------------- | -------------- | -------------- | -------------- | -------------- | -------------- | -------------- | -------------- | -------------- |
| 12   | Fiji       | Roy Krishna         | Waitakere United                | 1              |                | 1              |                | 1              |                | 1              | 2              | 3              | 2              | 1              |                |                |                |
| 10   | NZL        | Sean Lovemore       | Hawke's Bay United              | 2              | 2              | 1              | 1              |                |                |                | 1              | 2              |                | 1              |                |                |                |
| 7    | NZL        | Aaron Clapham       | Canterbury United               | 1              |                |                | 1              | 2              |                |                |                |                |                | 2              | 1              |                |                |
| 7    | NZL        | Tom Mosquera        | YoungHeart Manawatu             | 3              | 1              |                | 1              | 2              |                |                |                |                |                |                |                |                |                |
| 7    | NZL        | Ryan de Vries       | Waitakere United                |                |                | 1              |                | 1              |                | 1              |                | 1              |                |                | 3              |                |                |
| 6    | NZL        | Regan Coldicott     | Otago United                    |                | 1              |                |                |                |                |                | 2              | 1              | 1              |                | 1              |                |                |
| 6    | ESP        | Manel Expósito      | Auckland City                   |                |                |                |                | 1              | 2              | 1              |                | 1              |                | 1              |                |                |                |
| 5    | NZL        | David Mulligan      | Waitakere United                | 1              | 1              | 1              |                | 1              | 1              |                |                |                |                |                |                |                |                |
| 5    | NZL        | Allan Pearce        | Waitakere United                | 1              |                | 1              |                |                |                |                |                | 3              |                |                |                |                |                |
| 5    | NZL        | Jarrod Smith        | Hawke's Bay United              |                |                |                |                |                |                |                | 2              | 1              | 1              | 1              |                |                |                |
| 5    | NZL        | Rory Turner         | Waikato FC                      |                |                |                |                | 1              |                | 3              |                |                |                |                | 1              |                |                |
| 5    | NZL        | Hamish Watson       | Team Wellington                 |                |                | 2              |                |                |                |                |                |                |                | 2              | 1              |                |                |
| 4    | Costa Rica | Luis Corrales       | Auckland City / Team Wellington |                | 2              |                | 1              |                |                |                |                | 1              |                |                |                |                |                |
| 4    | ENG        | Adam Dickinson      | Auckland City                   | 2              |                |                |                |                |                |                |                | 1              |                |                | 1              |                |                |
| 4    | NZL        | Alex Feneridis      | Auckland City                   |                | 1              | 1              |                |                |                |                | 1              |                |                | 1              |                |                |                |
| 4    | NZL        | Russell Kamo        | Canterbury United               |                |                |                | 1              | 1              | 1              |                |                |                |                | 1              |                |                |                |
| 4    | NZL        | Daniel Koprivcic    | Auckland City                   |                |                |                |                |                | 2              |                | 1              |                |                |                | 1              |                |                |
| 4    | VAN        | Seule Soromon       | YoungHeart Manawatu             |                |                |                |                |                |                |                | 1              | 1              |                |                | 2              |                |                |
| 3    | NZL        | Jake Butler         | Waitakere United                |                |                |                | 1              | 1              |                | 1              |                |                |                |                |                |                |                |
| 3    | NZL        | Tim Myers           | Waitakere United                |                |                |                |                |                |                |                |                |                | 2              | 1              |                |                |                |
| 3    | NZL        | Wiremu Patrick      | Team Wellington                 |                |                |                |                |                |                |                |                | 1              |                | 2              |                |                |                |
| 3    | NZL        | Cole Peverley       | Hawke's Bay United              |                | 1              |                |                |                |                | 1              |                | 1              |                |                |                |                |                |
| 3    | IRL        | Brian Shelley       | Waitakere United                |                |                |                |                |                | 1              |                | 1              | 1              |                |                |                |                |                |
| 3    | NZL        | Joel Stevens        | Otago United                    |                |                | 1              |                | 1              | 1              |                |                |                |                |                |                |                |                |
| 3    | ARG        | Emiliano Tade       | Auckland City                   | 1              |                |                |                |                |                | 1              | 1              |                |                |                |                |                |                |
| 3    | ENG        | Connor Tinnion      | Hawke's Bay United              |                |                |                |                |                |                | 1              | 1              |                |                |                | 1              |                |                |
| 3    | NZL        | Ashley Wellbourn    | Canterbury United               |                |                |                | 2              |                |                |                |                |                | 1              |                |                |                |                |
| 3    | ENG        | Darren White        | Canterbury United               |                |                | 1              | 1              |                | 1              |                |                |                |                |                |                |                |                |
| 3    | NZL        | Ken Yamamoto        | Canterbury United               |                |                |                |                |                |                |                |                |                | 2              | 1              |                |                |                |
| 2    | Gal·les    | Chris Bale          | Auckland City                   | 1              |                |                |                |                |                | 1              |                |                |                |                |                |                |                |
| 2    | NZL        | Andy Barton         | Canterbury United               |                |                |                |                |                |                |                | 1              |                | 1              |                |                |                |                |
| 2    | NZL        | Aaron Burgess       | Otago United                    |                |                |                |                |                |                |                | 2              |                |                |                |                |                |                |
| 2    | NZL        | Cory Chettleburgh   | Team Wellington                 |                |                | 1              |                | 1              |                |                |                |                |                |                |                |                |                |
| 2    | NZL        | Darren Cheriton     | Team Wellington                 |                |                |                |                |                |                |                | 1              |                |                |                | 1              |                |                |
| 2    | NZL        | Julyan Collett      | Canterbury United               | 1              | 1              |                |                |                |                |                |                |                |                |                |                |                |                |
| 2    | SOL        | Henry Fa'arodo      | Team Wellington                 |                |                |                | 1              | 1              |                |                |                |                |                |                |                |                |                |
| 2    | Xile       | Eder Franchini      | Waikato FC                      |                |                | 1              |                |                |                | 1              |                |                |                |                |                |                |                |
| 2    | NZL        | Dakota Lucas        | Hawke's Bay United              |                |                |                |                |                |                | 1              |                | 1              |                |                |                |                |                |
| 2    | NZL        | Sam Margetts        | Waikato FC                      |                |                |                |                | 1              |                | 1              |                |                |                |                |                |                |                |
| 2    | NZL        | Milos Nikolic       | Waitakere United                |                |                |                |                |                | 1              |                |                |                |                |                | 1              |                |                |
| 2    | NZL        | Luke Rowe           | Team Wellington                 |                |                |                |                |                |                |                |                |                | 1              |                |                |                |                |
| 2    | FIJ        | Gurjeep Singh       | Waikato FC                      |                |                |                |                |                |                |                |                | 1              |                |                | 1              |                |                |
| 2    | ENG        | Dan Terris          | Canterbury United               |                |                |                |                | 1              |                | 1              |                |                |                |                |                |                |                |
| 1    | NZL        | Simon Arms          | Auckland City                   |                |                |                |                |                |                |                |                |                |                |                | 1              |                |                |
| 1    | Gal·les    | Chris Bale          | Auckland City                   |                |                |                |                | 1              |                |                |                |                |                |                |                |                |                |
| 1    | NZL        | Rudi Bauerfiend     | Hawke's Bay United              |                |                |                | 1              |                |                |                |                |                |                |                |                |                |                |
| 1    | Bulgària   | Dimitar Bayrev      | Canterbury United               |                |                | 1              |                |                |                |                |                |                |                |                |                |                |                |
| 1    | Alemanya   | Tobias Bertsch      | Team Wellington                 |                |                |                | 1              |                |                |                |                |                |                |                |                |                |                |
| 1    | PNG        | David Browne        | Auckland City                   |                |                |                |                |                |                | 1              |                |                |                |                |                |                |                |
| 1    | NZL        | Chad Coombes        | Waitakere United                |                |                |                |                |                |                |                |                | 1              |                |                |                |                |                |
| 1    | FRA        | Victor da Costa     | Otago United                    |                |                |                |                |                |                |                |                |                |                | 1              |                |                |                |
| 1    | NZL        | Lewis Cumber        | YoungHeart Manawatu             |                | 1              |                |                |                |                |                |                |                |                |                |                |                |                |
| 1    | NZL        | Hone Fowler         | Waikato FC                      |                |                |                |                |                |                | 1              |                |                |                |                |                |                |                |
| 1    | ESP        | Pedro García        | Auckland City                   |                |                |                |                |                |                |                |                |                | 1              |                |                |                |                |
| 1    | NZL        | Justin Gulley       | Team Wellington                 |                |                |                | 1              |                |                |                |                |                |                |                |                |                |                |
| 1    | ENG        | Stephen Hindmarch   | Hawke's Bay United              |                |                |                |                |                |                |                |                |                |                | 1              |                |                |                |
| 1    | NZL        | Jack Hobson-McVeigh | Waikato FC                      |                |                |                |                |                |                | 1              |                |                |                |                |                |                |                |
| 1    | ENG        | Stephen Hoyle       | Hawke's Bay United              |                | 1              |                |                |                |                |                |                |                |                |                |                |                |                |
| 1    | NZL        | Andrew Milne        | Auckland City                   |                |                |                |                |                |                |                |                | 1              |                |                |                |                |                |
| 1    | BRA        | Luiz del Monte      | Waitakere United                |                |                |                |                |                |                |                |                |                |                | 1              |                |                |                |
| 1    | NZL        | Tristan Prattley    | Otago United / Waitakere United |                |                |                |                |                |                | 1              |                |                |                |                |                |                |                |
| 1    | NZL        | Sam Redwood         | YoungHeart Manawatu             |                |                |                |                |                |                |                |                |                |                |                | 1              |                |                |
| 1    | ESP        | Albert Riera        | Auckland City                   | 1              |                |                |                |                |                |                |                |                |                |                |                |                |                |
| 1    | NZL        | Dominic Rowe        | Team Wellington                 |                |                |                |                |                |                |                |                |                |                | 1              |                |                |                |
| 1    | Austràlia  | George Slefendorfas | Waitakere United                |                |                | 1              |                |                |                |                |                |                |                |                |                |                |                |
| 1    | NZL        | Ryan Thomas         | Waikato FC                      |                |                |                |                | 1              |                |                |                |                |                |                |                |                |                |
| 1    | Dinamarca  | Karsten Viborg      | Team Wellington                 |                |                | 1              |                |                |                |                |                |                |                |                |                |                |                |
| 1    | NZL        | Ivan Vicelich       | Auckland City                   |                |                |                |                | 1              |                |                |                |                |                |                |                |                |                |

### Posició per ronda
| Equip \ Ronda       | 1 | 2 | 3 | 4 | 5 | 6 | 7 | 8 | 9 | 10 | 11 | 12 | 13 | 14 |
| ------------------- | - | - | - | - | - | - | - | - | - | -- | -- | -- | -- | -- |
| Waitakere United    | 2 | 3 | 1 | 1 | 1 | 1 | 1 | 1 | 1 | 1  | 1  | 1  |    |    |
| Auckland City       | 1 | 1 | 2 | 4 | 4 | 4 | 3 | 2 | 2 | 2  | 2  | 2  |    |    |
| Hawke's Bay United  | 4 | 2 | 3 | 2 | 3 | 3 | 4 | 3 | 3 | 3  | 3  | 3  |    |    |
| Canterbury United   | 6 | 5 | 4 | 3 | 2 | 2 | 2 | 4 | 4 | 4  | 4  | 4  |    |    |
| Team Wellington     | 7 | 7 | 5 | 5 | 5 | 5 | 5 | 5 | 5 | 5  | 5  | 5  |    |    |
| Otago United        | 7 | 8 | 7 | 7 | 8 | 8 | 8 | 7 | 6 | 6  | 6  | 6  |    |    |
| Waikato FC          | 5 | 6 | 8 | 8 | 7 | 7 | 6 | 6 | 7 | 7  | 7  | 7  |    |    |
| YoungHeart Manawatu | 2 | 4 | 6 | 6 | 6 | 6 | 7 | 8 | 8 | 8  | 8  | 8  |    |    |

### Jugadors del mes
Els següents jugadors van ser nomenats com a jugadors del mes.
| Mes      | Jugador                          | Ref.    |
| -------- | -------------------------------- | ------- |
| Novembre | Russell Kamo (Canterbury United) | [ 107 ] |
| Desembre | Jake Butler (Waitakere United)   | [ 108 ] |
| Gener    | Roy Krishna (Waitakere United)   | [ 109 ] |

### Entrenadors del mes
Els següents entrenadors van ser nomenats com a entrenadors del mes.
| Mes      | Entrenador                             | Ref.    |
| -------- | -------------------------------------- | ------- |
| Novembre | Chris Greatholder (Hawke's Bay United) | [ 107 ] |
| Desembre | Paul Marshall (Waitakere United)       | [ 108 ] |
| Gener    | Ramon Tribulietx (Auckland City)       | [ 109 ] |

### Equips del mes
L'equip del mes, o Team of the Month en anglès, és anunciat per la Federació de Futbol de Nova Zelanda cada mes.
Novembre
L'equip del mes de novembre consistia d'un porter, quatre defenses, tres centrecampistes i tres davanters. El porter era Matt Borren del YoungHeart Manawatu; els defenses eren Takuya Iwata de l'Auckland City, Bill Robertson del Hawke's Bay United, Matt Joy de l'Otago United i Dan Terris del Canterbury United; els centrecampistes eren Connor Tinnion del Hawke's Bay United, David Mulligan del Waitakere United i Aaron Clapham del Canterbury United; i els davanters eren Sean Lovemore del Hawke's Bay United, Russell Kamo del Canterbury United i per acabar Tom Mosquera del YoungHeart Manawatu.
El YoungHeart Manawatu, que en la temporada prèvia no assoliren tenir cap jugador formant part de l'equip del mes, en aquest mes aconseguiren tenir-n'hi dos. Hi havia tres jugadors del Canterbury United, tres jugadors del Hawke's Bay United, dos jugadors del YoungHeart Manawatu, un de l'Auckland City, un de l'Otago United i un del Waitakere United. Pel que fa a illes, set jugadors eren d'equips de l'illa del Nord i quatre de l'illa del Sud.
Set dels onze jugadors eren neozelandesos. Els quatre que no eren neozelandesos eren el japonès Takuya Iwata, i els anglesos Bill Robertson, Dan Terris i Connor Tinnion.
Desembre
| Gillespie Doyle Solomons Robertson Prattley Stevens Butler Cowan Mosquera Kamo De Vries |

L'equip del mes de desembre consistia d'un porter, quatre defenses, tres centrecampistes i tres davanters. El porter era Richard Gillespie del Hawke's Bay United; els defenses eren Tom Doyle del Team Wellington, Alec Solomons del Team Wellington, Bill Robertson del Hawke's Bay United i Tristan Prattley de l'Otago United; els centrecampistes eren Joel Stevens de l'Otago United, Jake Butler del Waitakere United i Adam Cowan del YoungHeart Manawatu; i els davanters eren Tom Mosquera del YoungHeart Manawatu, Russell Kamo del Canterbury United i Ryan de Vries del Waitakere United.
L'Auckland City per primer cop en un parell de temporades no aconseguí tenir cap jugador formant part de l'equip del mes. Hi havia dos jugadors del Hawke's Bay United, dos de l'Otago United, dos del Team Wellington, dos del Waitakere United, dos del YoungHeart Manawatu i un del Canterbury United. Pel que fa a illes, vuit jugadors eren d'equips de l'illa del Nord i tres de l'illa del Sud.
Deu dels onze jugadors eren neozelandesos. L'únic que no era neozelandès era l'anglès Bill Robertson.
Gener
L'equip del mes de gener consistia d'un porter, quatre defenses, tres centrecampistes i tres davanters. El porter era Scott Basalaj del Team Wellington; els defenses eren Aaron Scott del Waitakere United, Tim Myers del Waitakere United, Ivan Vicelich de l'Auckland City i Luke Rowe del Team Wellington; els centrecampistes eren Cole Peverley del Hawke's Bay United, Alex Rufer del YoungHeart Manawatu i Albert Riera de l'Auckland City; i els davanters eren Regan Coldicott de l'Otago United, Roy Krishna del Waitakere United i Rory Turner del Waikato FC.
El Canterbury United va ser l'únic equip que no aconseguí tenir cap jugador en la llista de jugadors del mes. Hi havia tres jugadors del Waitakere United, dos de l'Auckland City, dos del Team Wellington, un del Hawke's Bay United, un de l'Otago United, un del Waikato FC i un del YoungHeart Manawatu. Pel que fa a illes, deu jugadors eren d'equips de l'illa del Nord i un de l'illa del Sud.
Nou dels onze jugadors eren neozelandesos. Els dos que no eren neozelandesos eren l'espanyol Albert Riera i el fijià Roy Krishna.